# أنجح قادة غواصات يو-بوت
قائمة أنجح قادة غواصات يو تحتوي على أعلى سجل حققته غواصات يو الألمانية في اثنين من الحروب العالمية على أساس إجمالي من الحمولات المغرقة.
لا تزال أرقام الحمولات (وأحيانًا عدد السفن التي غرقت) قيد المناقشة بين المؤرخين. وغالبًا ما يكون هذا بسبب معارك بين قوافل الحماية في الليل والزمرة الذئبية حيث عندما تطلقطوربيد على القافلة يدعي اثنان من القادة (في بعض الأحيان أكثر) إغراق السفينة نفسها. على الرغم من أن أبحاث ما بعد الحرب أوضحت صحة معظم تلك الادعاءات لكن لا يزال بعضها موضع تساؤل.

## الحرب العالمية الأولى
تحتوي هذه القائمة على أنجح القادة الألمان خلال الحرب العالمية الأولى بناءً على إجمالي الحمولات المغرقة. يتم تضمين السفن التجارية المغرقة فقط، وليس العسكرية ( السفن الحربية ) أو السفن التي اصيب باضرار.
| 1  | لوثار فون أرنولد دي لا بيريير | 15 | 194 | 453716 طن  | كان Lothar von Arnauld de la Perière (1886–1941) أنجح قائد لغواصة U في الحرب العالمية الأولى وأي قائد غواصة في التاريخ. بين 1915-1918 ، قام 14 دورية في يو-35 ، أغرقت 189 سفينة تجارية واثنين من الزوارق الحربية. انتقل إلى يو-139 في مايو 1918 وغرق في خمس سفن تجارية أخرى ، مما تسبب في غرق 194 سفينة بلغ مجموعها 4531616 GRT. بعد أن شغل منصب مدرب في البحرية التركية بين 1932-1938، عاد إلى كريغسمرين] وخلال الحرب العالمية الثانية خدم كقائد البحرية لغرب فرنسا برتبة Vizeadmiral . قُتل في فبراير 1941 عندما تحطمت طائرته أثناء إقلاعها في مطار لو بورجيه في باريس . | -           | 2 | فالتر فورستمان | 47 | 146 | 384300 طن | تولى والتر فورستمان (1883-1973) قيادة الطائرات يو-12 و يو-39 في 47 دورية وغرقت 146 سفينة ليصبح المجموع 384،304 GRT. في عام 1921 ، تأهل محامياً وعمل في صناعات الصلب والفحم ، فضلاً عن كونه نشطًا في حزب الشعب الألماني . خدم Forstmann على موظفي Kriegsmarine خلال الحرب العالمية الثانية. | - | 3 | ماكس فالنتينر | * | 150 | 299300 طن | قاد Max Valentiner (1883–1949) يو-38 و يو-157 ، وغرق 150 سفينة ليصبح المجموع 299300 GRT. أدرجها الحلفاء كمجرم حرب بسبب سلسلة من الحوادث ، بما في ذلك غرق SS فارس ، ذهب فالنتاينر للاختباء لفترة من الوقت في نهاية الحرب. أثناء الحرب العالمية الثانية ، كان فالنتينر قائد وحدة تفقد السفن الجديدة قبل بدء التشغيل. | - | 4 | أوتو شتاينبرينك | * | * | 231،614 طن | قاد أوتو شتاينبنك (1888-1949) عدة غواصات خلال الحرب العالمية الأولى ، مما أدى إلى غرق ما مجموعه 231،614 GRT من الشحن. بعد الحرب كان يعمل في صناعة الحديد والصلب. انضم Steinbrinck إلى الحزب النازي في عام 1933 ، وأصبح عضوًا في SS ، وترقى إلى رتبة Brigadeführer ، بينما ظل ناشطًا في الصناعة. في عام 1945 ، ألقي القبض عليه ووجهت إليه تهم في محاكمة فليك . في ديسمبر 1947 ، حُكم عليه بالسجن لمدة ست سنوات في سجن لاندسبيرج ، لكنه توفي لمدة عامين في السجن. | هانز روز |
| 5  | هانز روز                      | *  | 79  | 213،900 طن | قاد هانز روز (1885–1969) يو-53 بين 1916-1918 ، حيث أغرق 79 سفينة تجارية ليصبح المجموع 213،987 GRT ، وكذلك USS Jacob Jones ، أول مدمرة أمريكية تضيع خلال الحرب. قاد روز وحدة تدريب على غواصة U في عام 1940. | هانز روز    |   |                |    |     |           | |   |   |               |   |     |           | |   |   |                 |   |   |            | |          |
| 6  | فالتر شويغر                   | 34 | 49  | 183،883 طن | قاد شفيغر (1885–1917) طائرات يو-14 و يو-20 و يو-88 ، مما أدى إلى غرق 49 سفينة لما مجموعه 183،883 GRT في 34 دورية. كان واحدا من هؤلاء ركاب بطانة RMS Lusitania ، التي كان غرقها عاملاً رئيسياً لدخول الولايات المتحدة في نهاية المطاف إلى الحرب. قُتل شفيغر عندما غرقت طائرة يو -88 على يد لغم بريطاني قبالة الساحل الهولندي في سبتمبر 1917. | فالتر شويغر |   |                |    |     |           | |   |   |               |   |     |           | |   |   |                 |   |   |            | |          |
| 7  | رينولد سالتزويديل             | *  | 111 | 170،526 طن | قاد رينولد سالتزويديل (1889-1917) ستة قوارب يو خلال الحرب العالمية الأولى ، مما أدى إلى غرق 111 سفينة تجارية ليصبح المجموع 170،526 GRT. قُتل في ديسمبر 1917 عندما تم غرق UB-81 بواسطة لغم قبالة جزيرة وايت . | -           | 8 | يوهانس لوه     | *  | *   | 165000 طن | يوهانس لوهز (1889-1918) أمر UC-75 و UB-57 ، وغرق ما مجموعه 165000 GRT من الشحن. قُتل Lohs عندما فقدت UB-57 في بحر الشمال في أغسطس 1918. |   |   |               |   |     |           | |   |   |                 |   |   |            | |          |
| 9  | فالديمار كوفاميل              | *  | 54  | 148852 طن  | قاد فالديمار كوفاميل (1880-1934) يو-35 و يو-140 ، وغرق 54 سفينة ليصبح المجموع 148852 GRT. |             |   |                |    |     |           | |   |   |               |   |     |           | |   |   |                 |   |   |            | |          |
| 10 | أوتو شولتز                    | *  | 53  | 132.531 طن | قاد أوتو شولتز (1884-1966) سفينة يو-63 وغرق 52 سفينة لما مجموعه 132،531 GRT بالإضافة إلى سفينة حربية واحدة مقابل 5،250 GRT. |             |   |                |    |     |           | |   |   |               |   |     |           | |   |   |                 |   |   |            | |          |